# إميلي بولك
إميلي بولك (بالألمانية: Emily Bölk) مواليد 26 أبريل 1998 في بوكستهوده، ألمانيا، هي لاعبة كرة يد ألمانية تلعب كظهير أيسر. مثلت منتخب ألمانيا لكرة اليد للسيدات.

## سجل المنافسة
شاركت في البطولات التالية:
- بطولة أوروبا لكرة اليد للسيدات 2016

## روابط خارجية
- إميلي بولك على موقع الاتحاد الدولي لكرة اليد (الإنجليزية)
- إميلي بولك على موقع الاتحاد الأوروبي لكرة اليد (الإنجليزية)
- إميلي بولك على موقع اللجنة الأولمبية الدولية (الإنجليزية)
- إميلي بولك على موقع اللجنة الأولمبية الألمانية (الألمانية)